# Trichardis testacea
Trichardis testacea är en tvåvingeart som först beskrevs av Macquart 1838.  Trichardis testacea ingår i släktet Trichardis och familjen rovflugor. Inga underarter finns listade i Catalogue of Life.